# St-Pierre (Carennac)

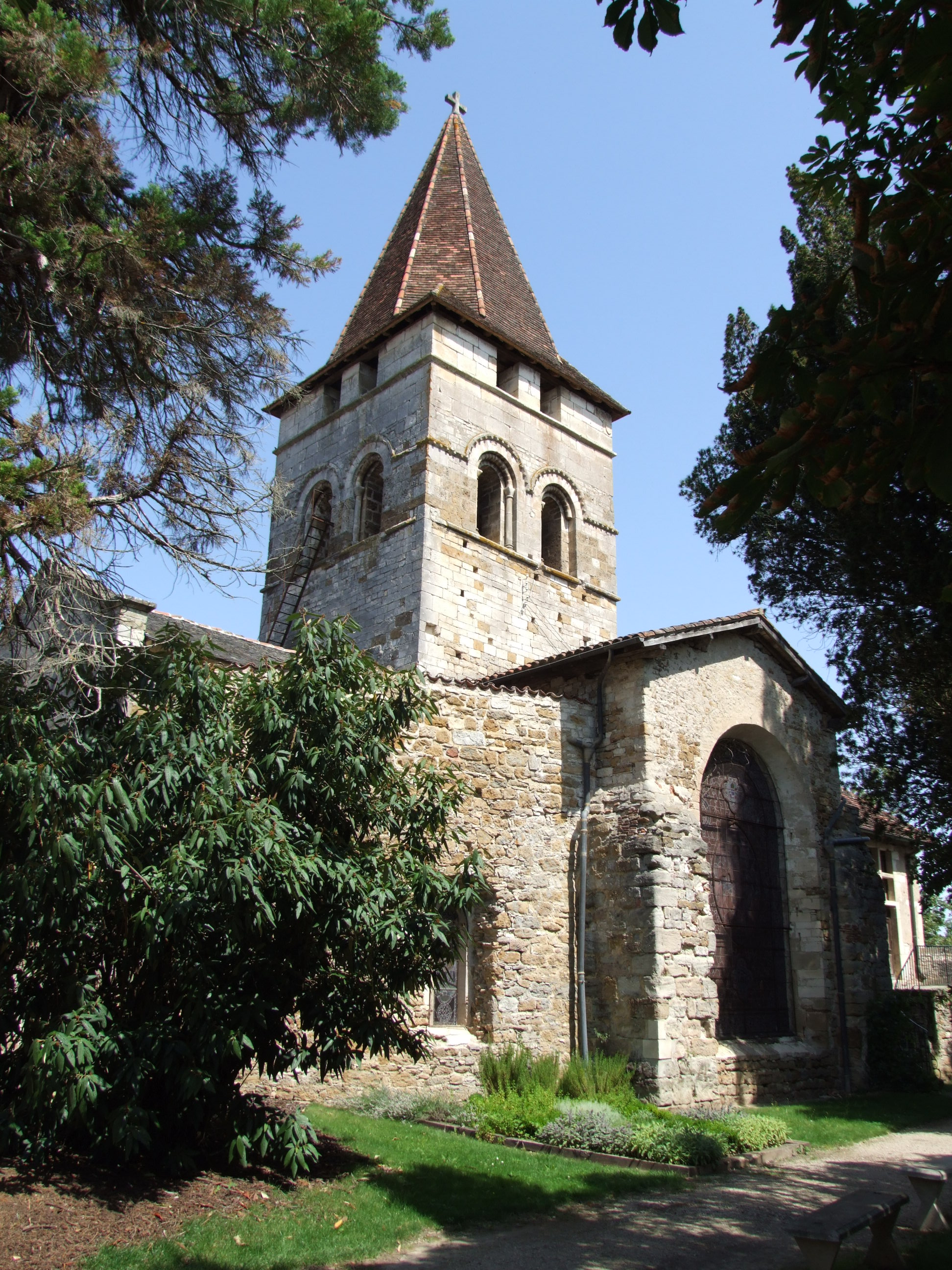
St.-Pierre Carennac, von SO, mit Wehranlagen

Die Prioratskirche Saint-Pierre in Carennac, einer französischen Gemeinde im Département Lot der Region Okzitanien, wurde im 11./12. Jahrhundert durch die Benediktiner errichtet. Die Kirche ist ein geschütztes Baudenkmal (Monument historique).

## Geschichte
Siehe Ortschaft Carennac.

## Beschreibung

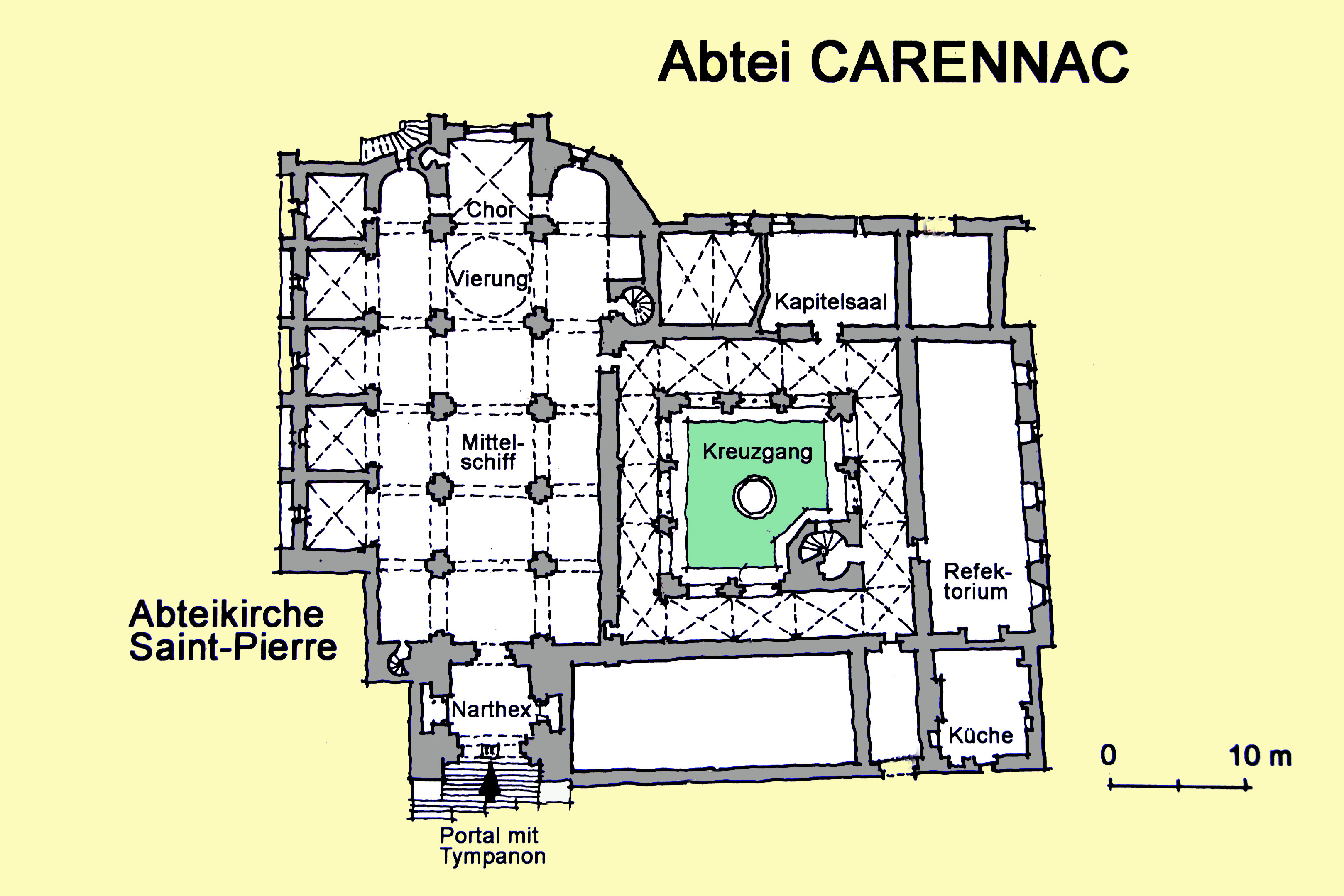
Grundriss der Abtei

Der Bau der Kirche Saint-Pierre wurde gegen Ende des 11. Jahrhunderts als Priorat der Benediktinerabtei Saint-Pierre von Moissac begonnen. Im 12. Jahrhundert wurde der offene Narthex (Vorhalle) errichtet. Die Zeit des Hundertjährigen Krieges brachte Zerstörung und Plünderung mit sich. Ihre Spuren an der Kirche und den Abteigebäuden konnten in der zweiten Hälfte des 15. Jahrhunderts im Zuge umfangreicher Renovierungsarbeiten weitgehend behoben werden.

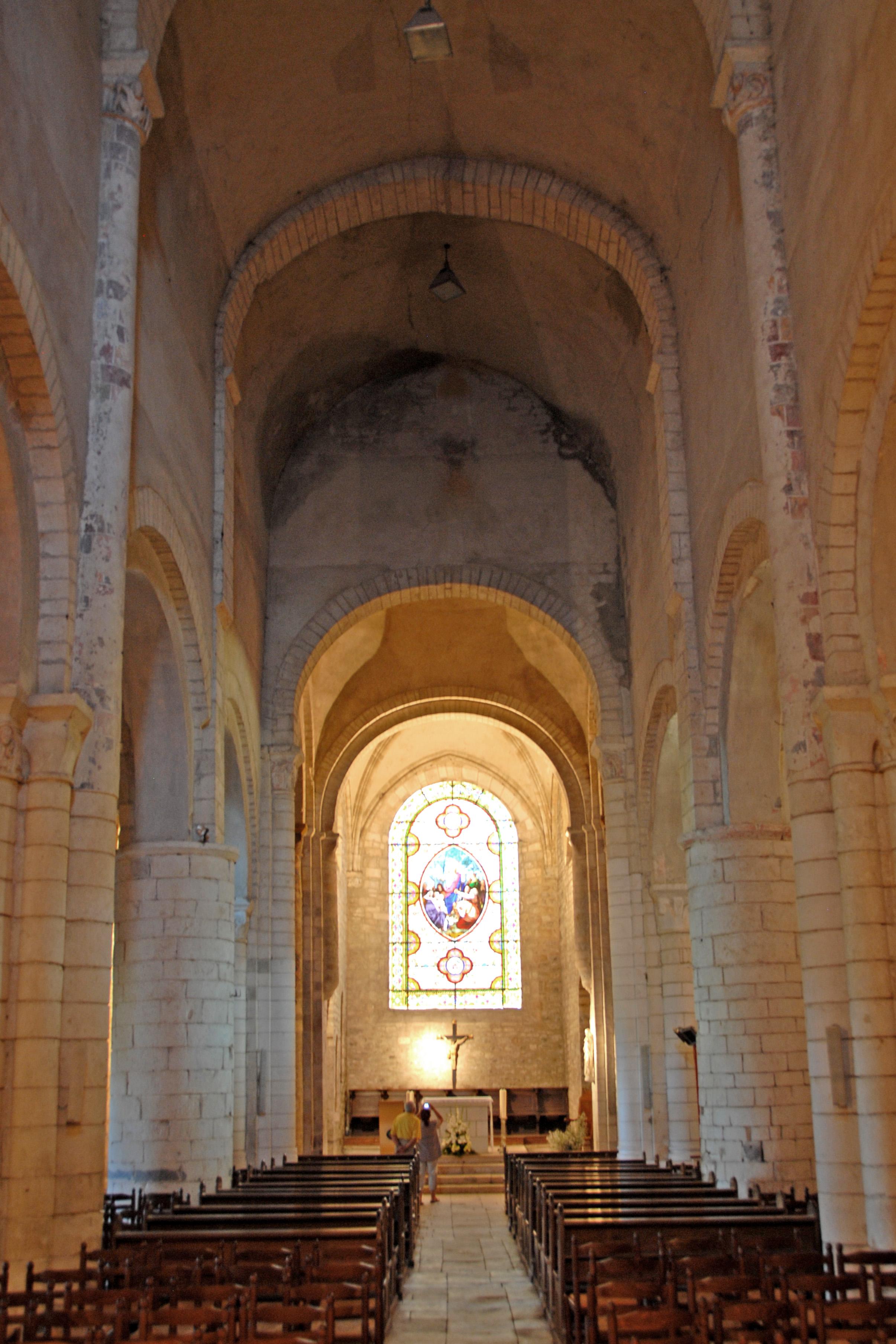
Mittelschiff der Kirche

Die romanische Kirche ist eine für das benachbarte Limousin typische Hallenkirche. Das Mittelschiff ist deutlich höher als die Seitenschiffe, aber es gibt keinen Obergaden. Das macht den Kuppelbereich des Schiffs sehr dunkel. Man vermisst ein ausgeprägtes Querhaus. Über der Vierung sitzt ein quadratischer, romanischer Glockenturm auf, mit Schallluken aus jeweils zwei Rundbogenfenstern auf jeder Seite. Der Turmhelm ist sehr schlank und spitz zulaufend und eher dem gotischen Stil zuzuordnen.
Der Chor ist quadratisch und gerade geschlossen. Er besitzt ein verhältnismäßig großes Rundbogenfenster, das fast die ganze Kirche erhellen muss. Auf beiden Chorseiten sind in der Breite der Seitenschiffe Kapellen mit halbrunden Apsiden angeordnet, die sich zum Chor hin öffnen.
Die Schiffe besitzen Tonnengewölbe und Gurtbögen, die die Joche voneinander abgrenzen. Die Gurtbögen stehen überwiegend auf halbrunden Diensten, von denen sie durch figürlich skulptierte Kapitelle mit profilierten Kämpfern abgesetzt sind. In den Seitenschiffen stehen die Gurtbögen außenseitig auf kurzen Lisenen mit profilierten Kämpfern. Im Mittelschiff stehen die Gurtbögen zwischen Joch drei und vier auf rechteckigen Wandpfeilern, ihre Bogenansätze werden durch Kämpferprofile markiert. Die die Schiffe trennenden wuchtigen Scheidewände werden von Arkadenbögen getragen, deren Kanten beidseitig einfach abgestuft sind. Diese Scheidbögen stehen jeweils auf einer Dreiergruppe von halbrunden Diensten unterschiedlicher Stärke. Bögen und Dienste werden getrennt von figürlich gestalteten Kapitellen mit Kämpfern. Die Dienste bedecken die rechteckigen Pfeilerkerne allseitig. Zwischen dem dritten und vierten Joch gibt es statt der Pfeilerbündel aus Diensten wuchtige aber kurze Säulen, die oben von einem rund um die Säulen reichenden Kämpferprofil abgeschlossen werden. Der Triumphbogen zum Chor steht auf halbrunden Diensten, die drei Meter über dem Boden auf Konsolen stehen.
Die Vierung trägt eine Pendentifkuppel in Form einer Halbkugel, die in vier Pendentifs übergeht. Der Chor wird von einem Kreuzrippengewölbe, das aus späterer Zeit stammt, überdeckt. Die beiden Kapellen sind mit Tonnen überwölbt, ihre Apsiden tragen Halbkuppeln.
Die romanischen Kapitelle stellen Fabelwesen dar, deren symbolische Bedeutung nicht mehr ergründet werden kann.

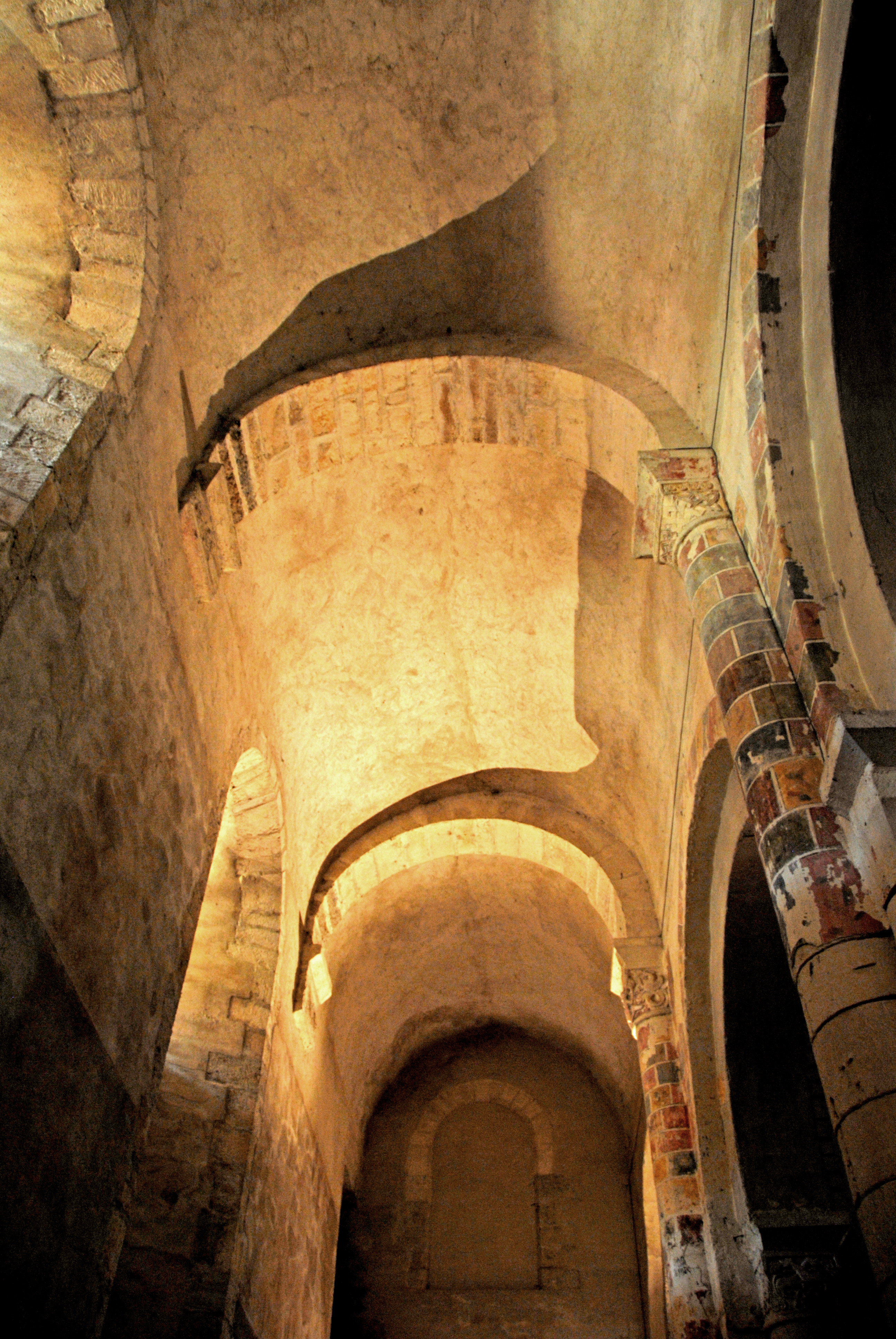
Rechtes Seitenschiff
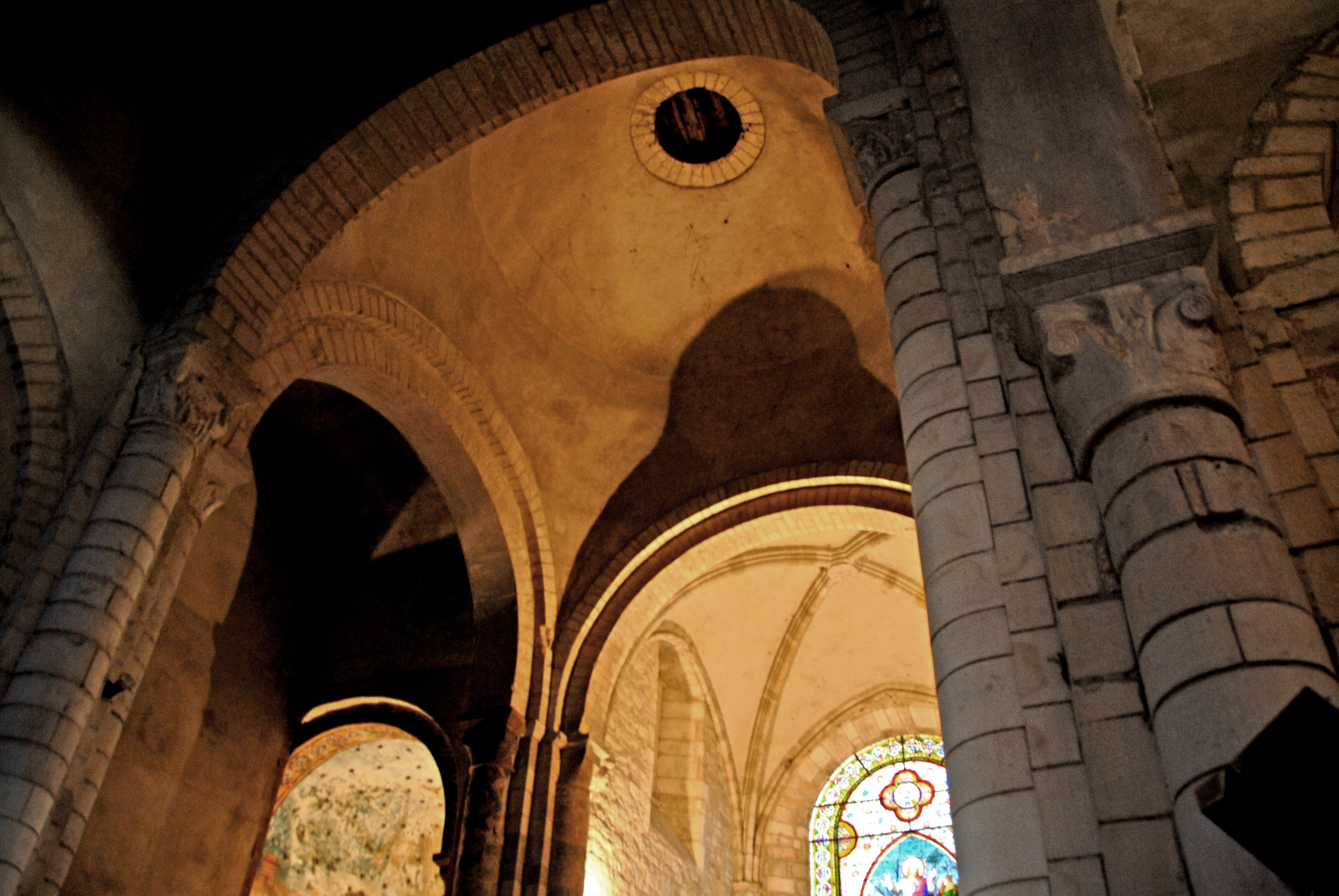
Vierungskuppel und Chor
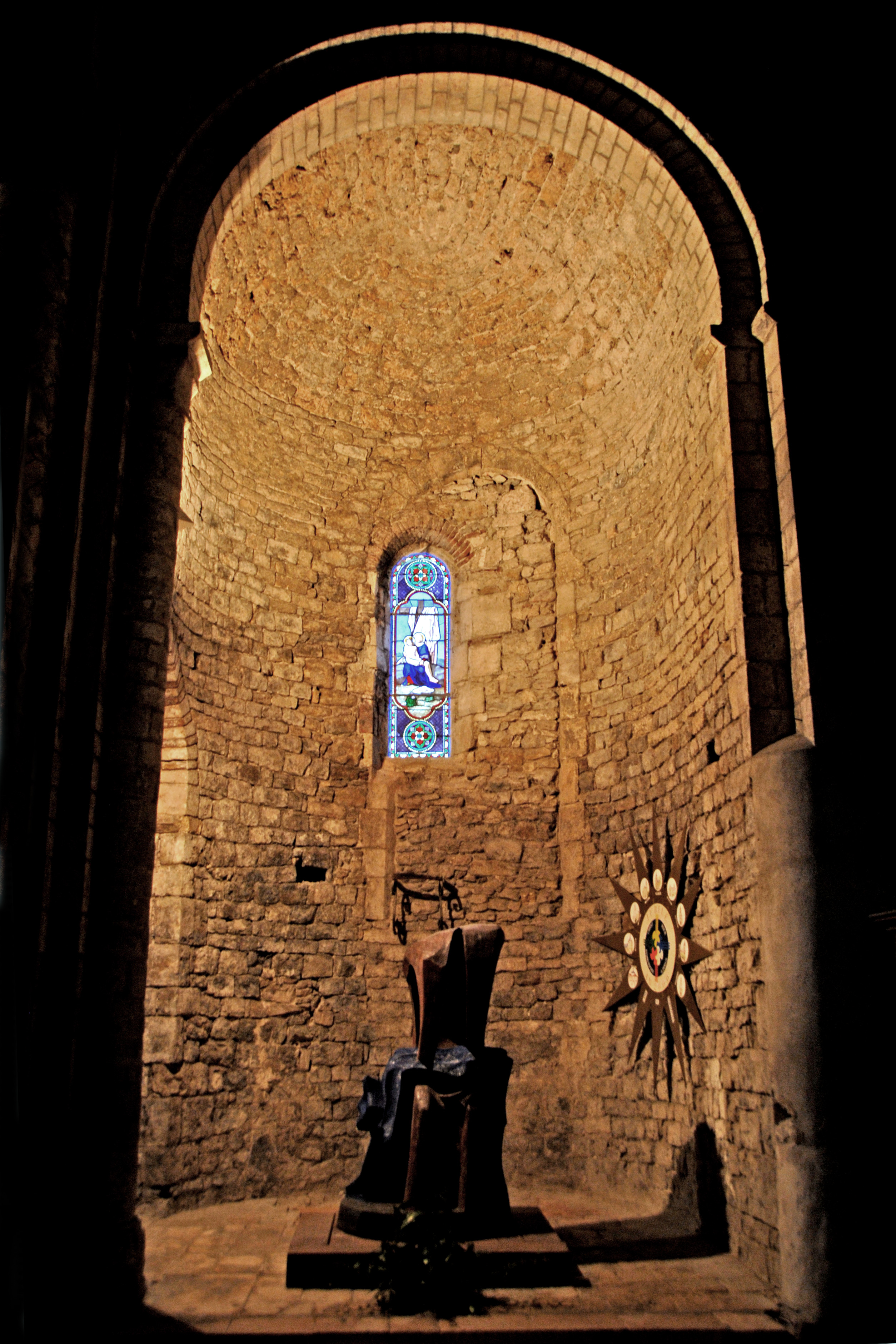
Rechte Querhauskapelle
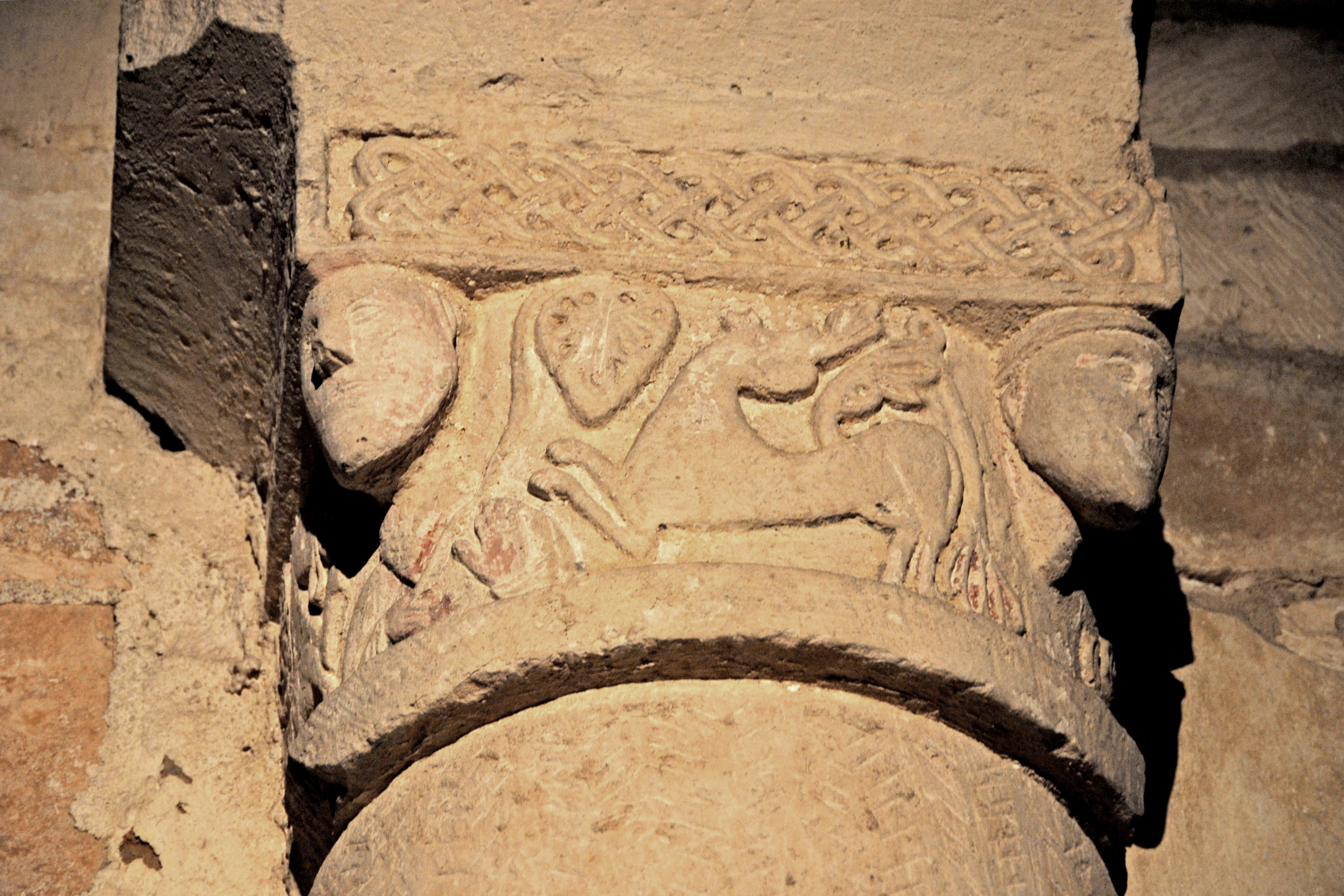
Kapitell, feuerspeiendes Fabeltier

Auf der Nordseite wurde die Kirche in gotischer Zeit um fünf rechteckige Kapellen mit Kreuzrippengewölben erweitert. Die Kapellen sind mit dem linken Seitenschiff durch großzügige, von Spitzbögen überspannten Öffnungen, die fast die ganze Kapellenbreite einnehmen, verbunden.
Vor dem kleinen Eingangsportal ist ein offener Narthex angeordnet. Dieser ist im Grundriss etwa gleich groß wie die Joche des Mittelschiffs. Das Portal des Narthex ist mit einem Tympanon versehen.

## Tympanon des Narthexportals

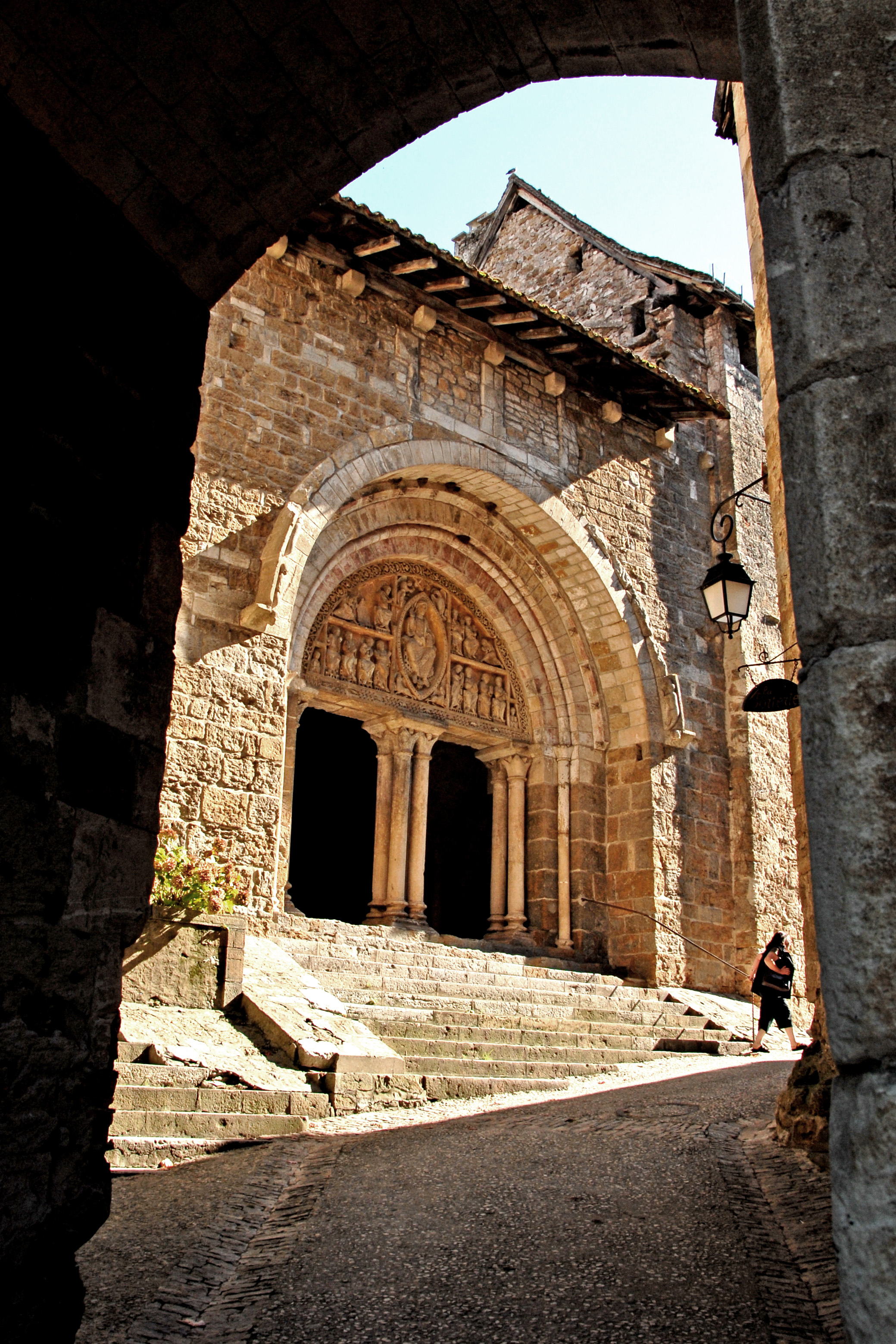
Narthexportal

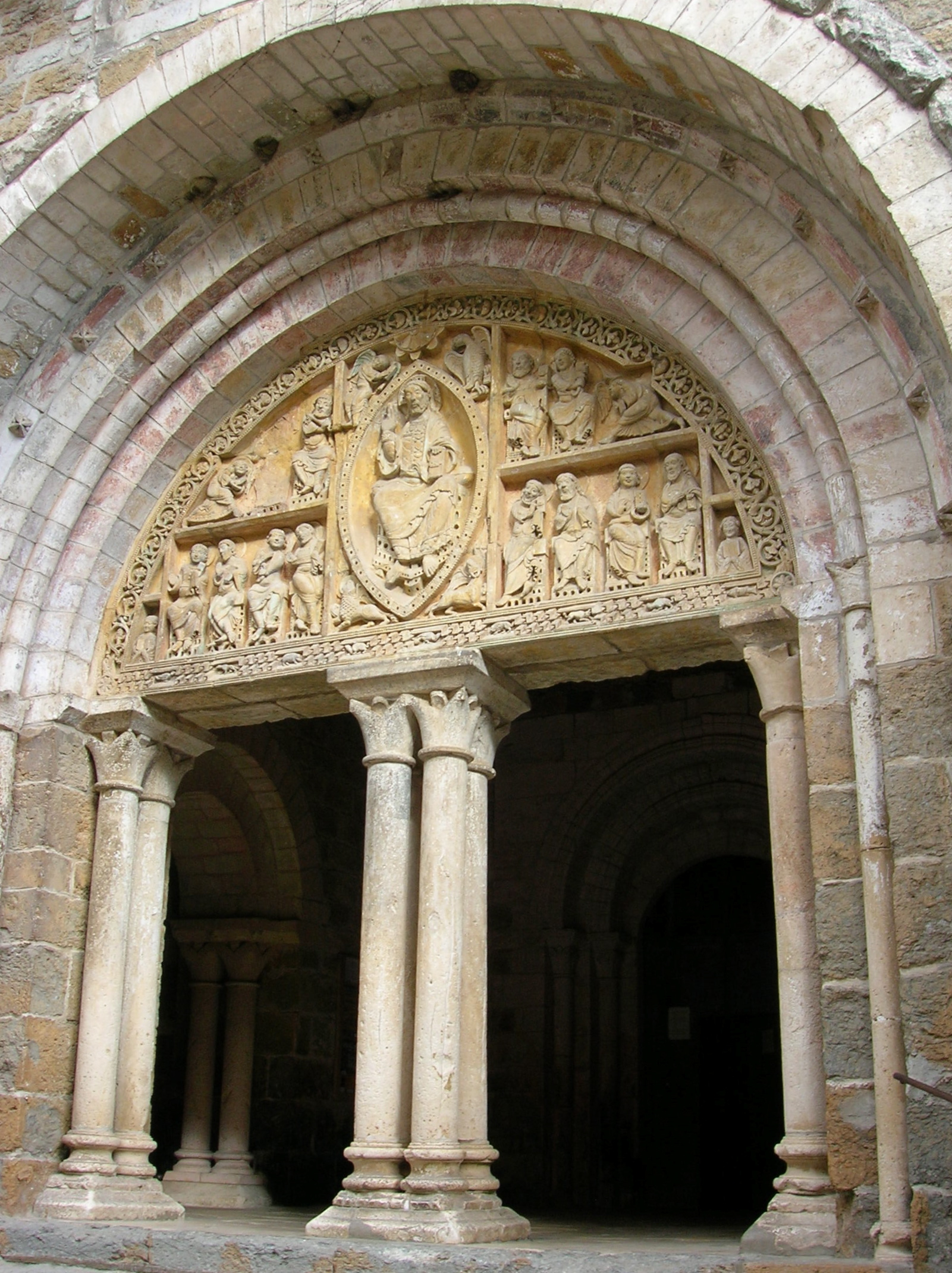
Narthexportal

Das Narthexportal ist ca. 6,50 m vor dem Kirchenportal angeordnet. Es besteht aus zwei nicht verschließbaren Durchlässen und drei Säulengruppen, auf denen das Tympanon aufliegt. In der Mitte unter dem Tympanon sind vier schlanke Säulen angeordnet und an den beiden Leibungen je zwei Säulen. Die Basen stehen auf gemeinsamen Plinthen, jeweils zwei Rundpfeiler haben einen gemeinsamen Kämpfer mit profilierten Rändern.
Die Spannweite des Tympanons zwischen den innersten Leibungen beträgt ca. 5 m, die Stichhöhe ca. 1,70 m. Die Ansichtsfläche ist dementsprechend kein Halbkreis, sondern ein Kreisabschnitt. Im Bogen ist ein kaum handbreiter Fries mit pflanzlichen Ornamenten plastisch herausgearbeitet. Am Sturz sieht man ein Band-Ornament, in dem neun Tiere, wie Schwein, Ente, Vogel, Hund, Fisch und andere versteckt sind.
Das Tympanon zeigt eine im romanischen Kirchenbau häufige Majestas Domini. Die Mandorla mit Christus als Pantokrator nimmt fast den ganzen Raum des Tympanons vom unteren Fries bis zum Tympanonscheitel ein. Sie wird von einem gelochten ornamentalen Band eingefasst.
Christus sitzt frontal zum Betrachter auf einem prächtigen Thron, dessen kunstvoll durchbrochene Oberflächen wertvolles Material andeuten. Seine rechte Hand ist zum Segen erhoben, wie zum Schwur mit zwei ausgestreckten Fingern, die linke hält das geschlossene Buch des Lebens. Bekleidet ist er mit einem togaartigen Gewand, das von einem breiten Band zusammengehalten wird und sich im Schoß in einen Faltenwurf auffächert. Sein Kopf ist von einem Kreuznimbus umgeben.
Die Mandorla wird auf beiden Seiten durch senkrechte Balken begrenzt. In den Zwickeln der Mandorla befinden sich die Symbole der vier Evangelisten: Geflügelter Mensch (Matthäus), Adler (Johannes), geflügelter Stier (Lukas) und geflügelter Löwe (Markus).
Auf beiden Seiten der Mandorla sind in zwei Registern die zwölf Apostel beinahe vollplastisch dargestellt, in der unteren Reihe jeweils vier, in der oberen jeweils zwei. Im oberen linken Feld ist eine Figur herausgebrochen. Die Personen sind in deutlich kleinerem Maßstab gehalten als Christus in der Mandorla. Die Apostel sitzen ebenfalls auf wertvollen, durchbrochenen Thronen. Nur Petrus mit seinen Schlüsseln ist eindeutig bestimmbar. Er sitzt oben links, Christus zugewandt, neben einer nicht mehr vorhandenen Figur. Die Personen scheinen sich angeregt zu unterhalten und manche halten verschiedene Gegenstände in den Händen. In den beiden äußeren unteren Ecken des Bogenfeldes, von den Aposteln abgetrennt, sind noch zwei kleinere Personen in hockender Haltung dargestellt, die sich mit aufgeschlagenen Büchern auf den Knien zum Betrachter hinwenden.
Das Tympanon und die Portale sind mit vier einfachen Archivolten unterschiedlicher Querschnitte und ohne Dekor eingefasst. Eine ursprüngliche äußere Archivolte ist heute zum größten Teil abgebrochen. Nur an den beiden Enden des Bogenlaufs gibt es noch wenige intakte auskragende Skulpturen, links zwei und rechts eine. Es handelt sich offensichtlich um die Darstellung exotischer Tiere oder Fabelwesen, links ein Affe und ein Bär mit Halsband, rechts ein affenähnliches Tier. Dies könnte einmal ein ganzes Bestiarium gewesen sein.
Auf dem Tympanon und auf den inneren Archivolten sind Reste einer farblichen Fassung zu erahnen. Im Innern der Kirche gibt es besser erhaltene Farbflächen.

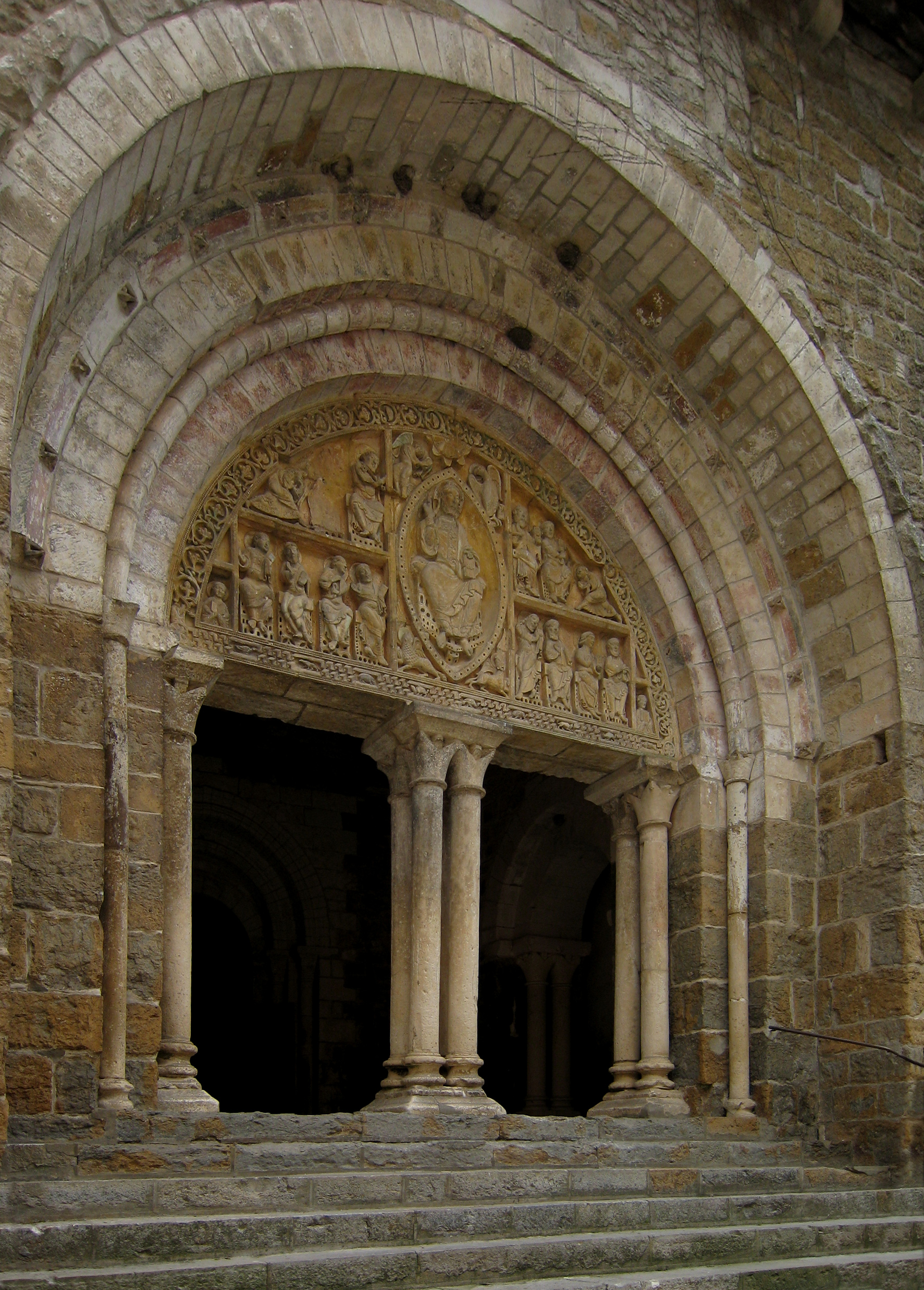
Narthexportal mit Tympanon
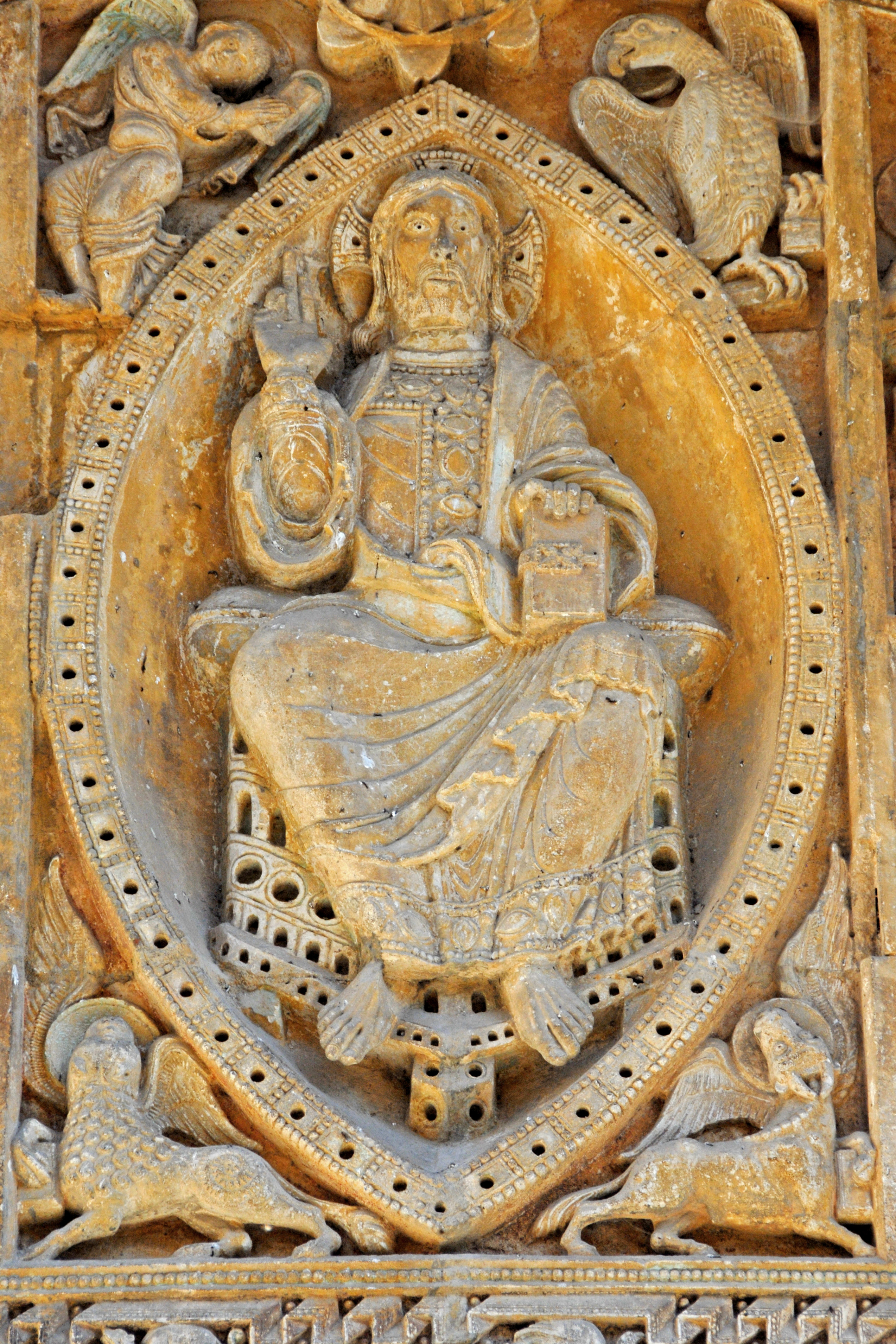
Tympanon, thronender Christus in der Mandorla
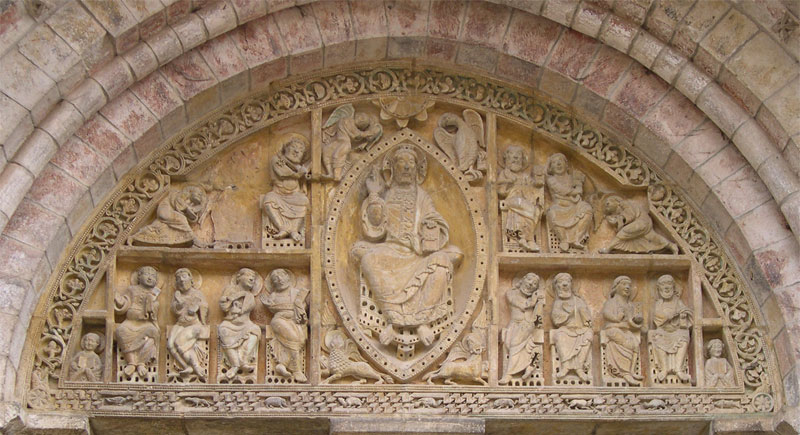
Tympanon
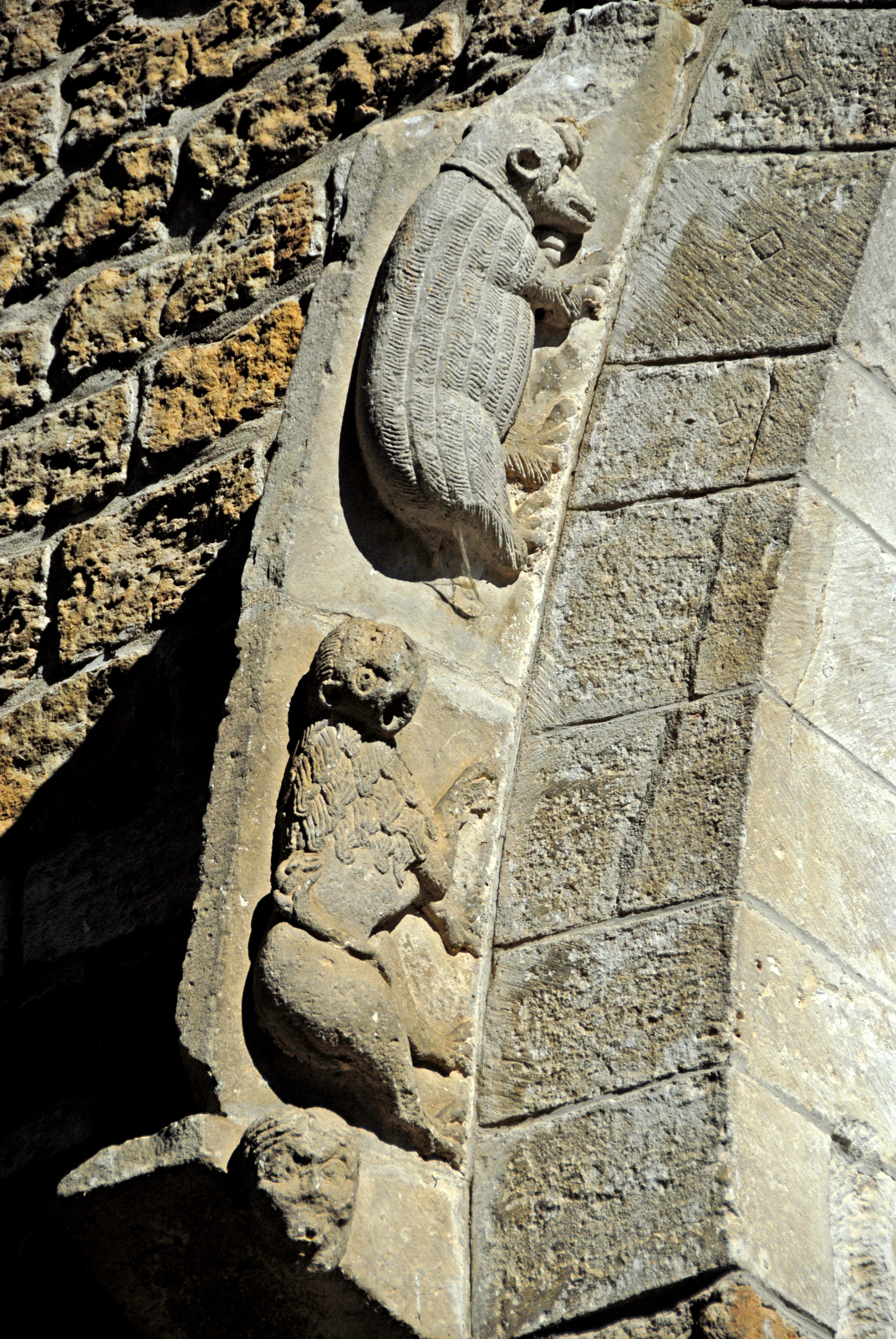
Rest der äußeren Archivolte

## Kreuzgang

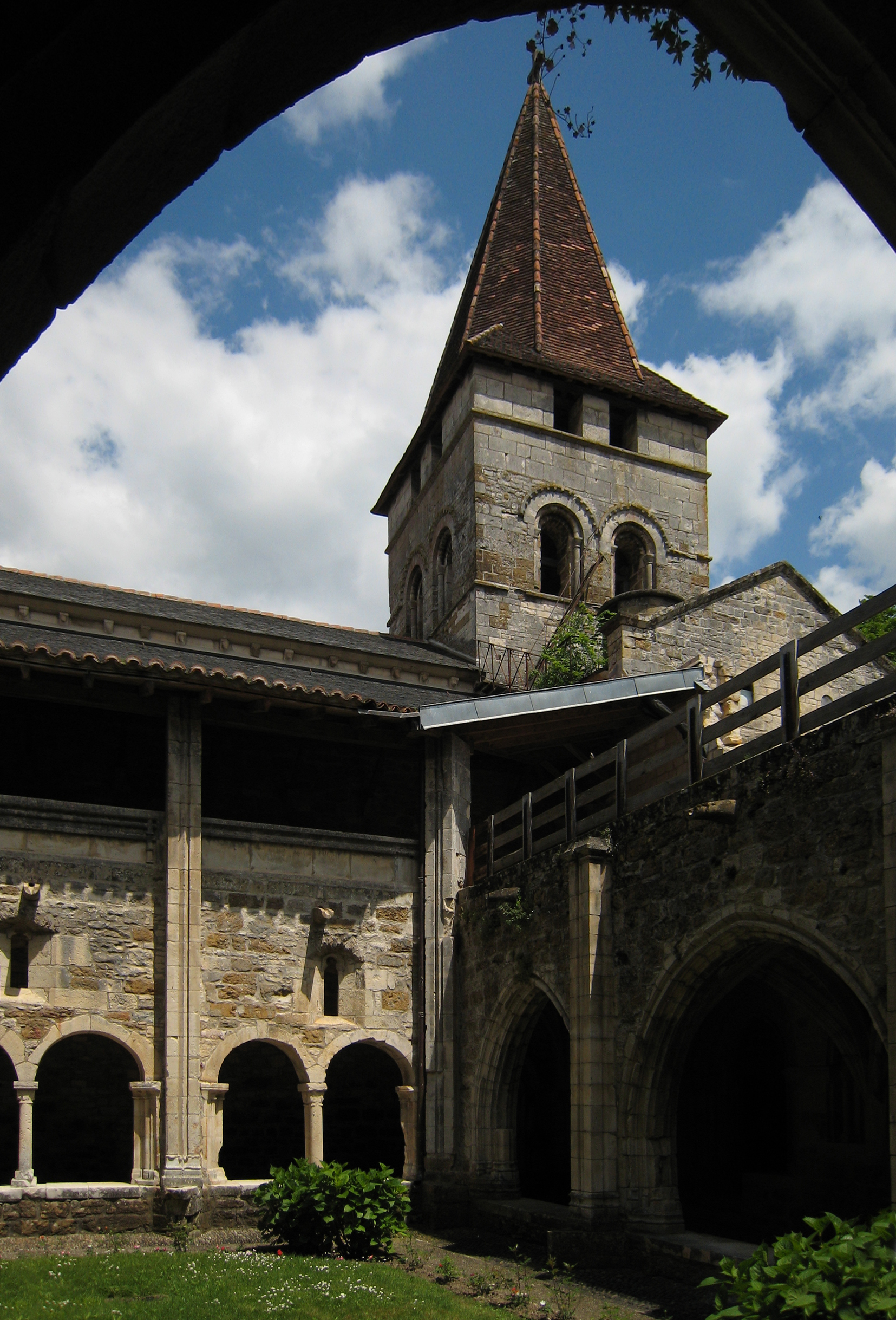
Klosterhof mit Kreuzgang

Die Nordgalerie des Kreuzgangs schließt sich an die Südseite der Kirche an und ist romanischen Ursprungs und dort zweigeschossig. Vier profilierte Pfeiler teilen diese Galerie in drei gleich breite Abschnitte, die wiederum jeweils zwei rundbogige Arkaden enthalten. Oberhalb der Arkadenscheitel ragt eine geschlossene steinerne Brüstung auf, die von den Pfeilern noch deutlich weiter überragt werden. Sie tragen eine hölzerne Konstruktion des flach geneigten Pultdachs der oberen Galerie. Mittig zwischen den Pfeilern ist je eine schlitzartige Öffnung ausgespart, die vielleicht im Verteidigungsfall die Aufgabe von Schießscharten besaßen. Diese waren zugänglich über die Hohlräume oberhalb der Gewölbe. Die drei übrigen heute nur erdgeschossigen Kreuzganggalerien sind im Zuge der Renovierungen des 15. Jahrhunderts im Flamboyantstil neu errichtet worden. Auch sie werden von den gleichen Pfeilern wie bei der Nordgalerie in drei Abschnitte unterteilt, die allerdings je eine spitzbogigen Arkade enthalten. Die Pfeiler enden etwa in Höhe der Flachdächer. Diese Galerien werden von Kreuzrippengewölben überdeckt, die ein begehbares steinernes Flachdach tragen. Die hölzernen Brüstungen scheinen vorübergehend die Aufgabe von Absturzsicherungen zu haben. Eine Wendeltreppe in der Südwestecke des Kreuzgangs führt hinauf zu den Gängen oberhalb der unteren Galerien. Der Kreuzgang lässt vermuten, dass er ursprünglich allseitig zweigeschossig war.

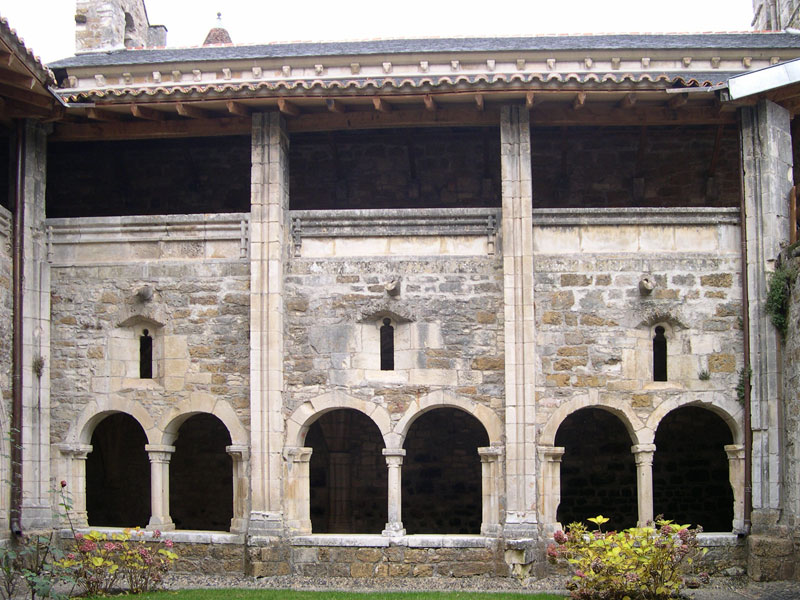
Kreuzgang
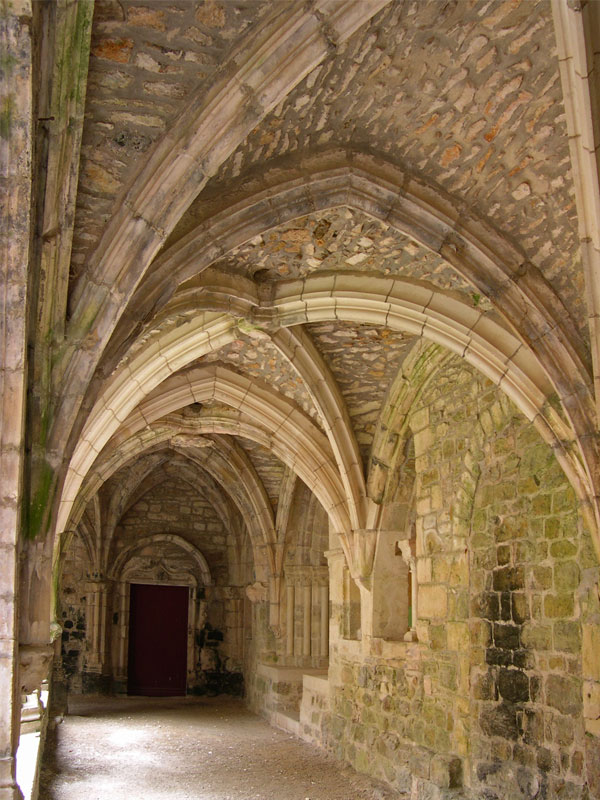
Kreuzgang
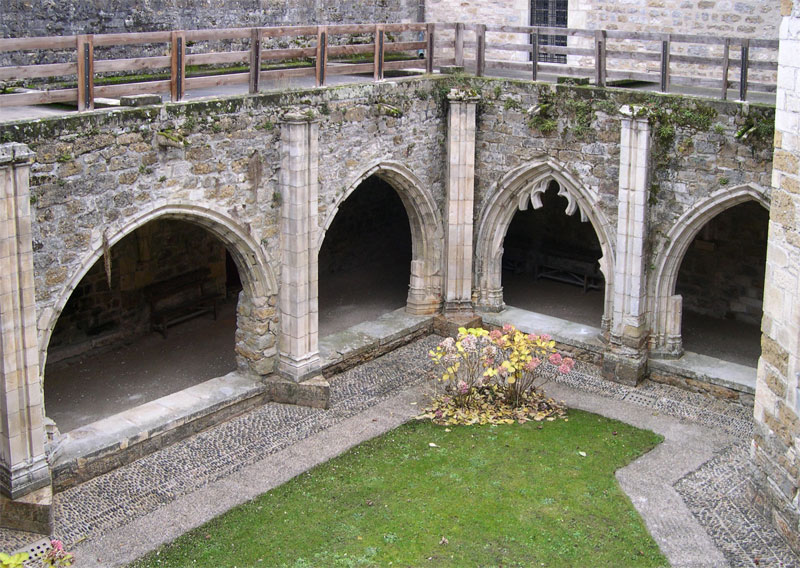
Kreuzgang
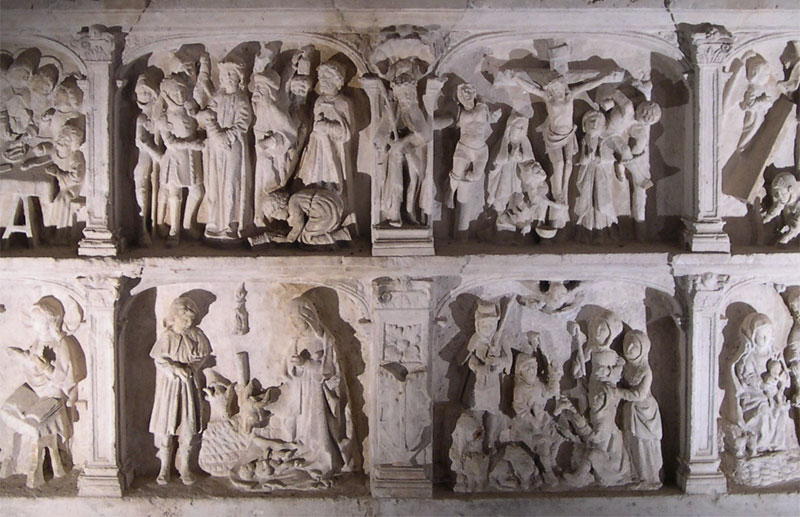
Szenen aus den Leben Christi

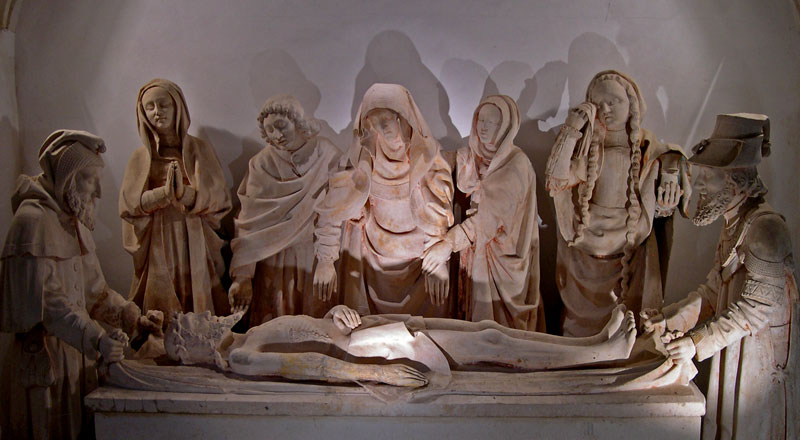
Grablegung im Kapitelsaal

## Kapitelsaal
Von der Ostgalerie des Kreuzgangs geht es in den einstigen Kapitelsaal. Hier befindet sich die ehemals in der Kirche untergebrachte Grablegungsgruppe, die ins späte 15. Jahrhundert datiert wird. Wie bei allen Grablegungen dieser Epoche stehen um die Bahre, auf der der Leichnam Christi liegt, Josef von Arimathäa und Nikodemus an Kopf- und Fußende, an einer Längsseite stehen Maria, Johannes, Maria Magdalena und zwei weitere Frauen.